# Liste de mosquées d'Iran
Cet article présente une liste de mosquées d'Iran, non exhaustive.

## Liste
| Nom                                          | Image | Commune       | Province             | Inauguration  | Remarques |
| -------------------------------------------- | ----- | ------------- | -------------------- | ------------- | --- |
| Mosquée Djuma d'Ardestan                     |       | Ardestan      | Province d'Ispahan   |               | La mosquée Djuma d'Ardestan est l'une des plus anciennes et des mieux conservées d'Iran. Elle est de style architectural Razi. |
| Mosquée de Fahraj (Yazd)                     |       | Fahraj (Yazd) | Yazd                 |               | La mosquée de Fahraj a été découverte par hasard au milieu des années 1960 par le professeur Mohammad-Karim Pirniâ (1922-1997), historien et théoricien de l’architecture iranienne. Cette mosquée est l'une des plus anciennes d'Iran, construite entre la seconde moitié du VIIe siècle et le IXe siècle de l’ère chrétienne selon les chercheurs. |
| Tarikhanehj                                  |       | Damghanj      | Semnan               |               | L'une des plus anciennes mosquées d'Iran, ancien temple zoroastrien devenu mosquée au IXe siècle. |
| Mosquée de Dezful-masjed-jameh               |       | Dezful        | Khuzestan            |               | La mosquée de Dezful est un vestige du IIIe ou IVe siècle de l'Hégire. Elle a été réparée successivement aux VIIe, IXe et XIe siècles. La façade nord-ouest est un vestige du XIIe siècle de l'Hégire orné d'arcs et de tuiles. Le dôme est érigé sur des piliers de pierre. Le porche de l'Est est une construction de l'ère safavide.              |
| Grande mosquée de Tabriz                     |       | Tabriz        | Azerbaïdjan oriental |               | |
| Mosquée bleue de Tabriz                      |       | Tabriz        | Azerbaïdjan oriental | 1465          | |
| Mosquée du Vendredi d'Atigh                  |       | Chiraz        | Fars                 | IXe siècle    | |
| Mosquée Nasir-ol-Molk de Chiraz              |       | Chiraz        | Fars                 | 1888          | |
| Grande mosquée de Hamadan                    |       | Hamadan       | Hamedan              |               | |
| Grande mosquée de Bastak                     |       | Bastak        | Hormozgan            |               | |
| Grande mosquée d'Ispahan                     |       | Ispahan       | Ispahan              | VIIIe siècle  | Fait partie d'une des plus anciennes mosquées d'Iran |
| Mosquée du Chah d'Ispahan                    |       | Ispahan       | Ispahan              | 1630          | Construite pour le souverain safavide Abbas Ier le Grand |
| Mosquée du Cheikh Lotfallah d'Ispahan        |       | Ispahan       | Ispahan              | 1618          | Première mosquée d'Ispahan |
| Mosquée Agha Bozorg de Kashan                |       | Kashan        | Ispahan              | XVIIIe siècle | |
| Mosquée Malek                                |       | Kerman        | Kerman               | XIe siècle    | |
| Mosquée de Kerman                            |       | Kerman        | Kerman               | 1349          | |
| Grande mosquée de Nain                       |       | Nain          | Ispahan              | IXe siècle    | |
| Mosquée Goharshad de Mashhad                 |       | Mashhad       | Khorasan-e Razavi    | 1418          | |
| Mosquée du Tombeau de l'Imam Reza de Mashhad |       | Mashhad       | Khorasan-e Razavi    | 1310          | |
| Grande mosquée de Nishapur                   |       | Nishapur      | Khorasan-e Razavi    | 1493          | |
| Mosquée en bois de Nishapur                  |       | Nishapur      | Khorasan-e Razavi    | 2000          | |
| Mosquée de Varamin                           |       | Varamin       | Province de Téhéran  | 1322          | |
| Grande mosquée de Ferdows                    |       | Ferdows       | Khorasan méridional  | VIIe siècle   | |
| Mosquée du Vendredi de Boroudjerd            |       | Borujerd      | Lorestan             | IXe siècle    | |
| Mausolée de l'Imamzadeh Ja'far de Borujerd   |       | Borujerd      | Lorestan             | XIe siècle    | Contient les reliques d'Abulqāsim Ja’far ibn al-Husayn, petit-fils de l'imam chiiste Ali Zayn al-Abidin |
| Mosquée Djomé de Qazvin                      |       | Qazvin        | Qazvin               | IXe siècle    | |
| Mosquée Imamzadeh Husayn de Qazvin           |       | Qazvin        | Qazvin               |               | |
| Mosquée Al-Nabi de Qazvin                    |       | Qazvin        | Qazvin               | 1787          | |
| Mosquée de Jamkaran de Qom                   |       | Qom           | Qom                  | 984           | |
| Sanctuaire de Fatima Masoumeh de Qom         |       | Qom           | Qom                  | Xe siècle     | 2e lieu le plus sacré d'Iran |
| Mosquée Imamzadeh Hashem de Damavand         |       | Damavand      | Téhéran              |               | |
| Sanctuaire de Shah-Abdol-Azim de Ray         |       | Ray           | Téhéran              |               | Tombeau de Shah-Abdol-Azim, un descendant de l'Imam Hassan le fils d'Ali |
| Grande mosquée de Yazd                       |       | Yazd          | Yazd                 | 1365          | |